# Der stumme Vermittler
Der stumme Vermittler (Originaltitel: Loud As A Whisper) ist die fünfte Folge der zweiten Staffel der US-amerikanischen Science-Fiction-Fernsehserie Raumschiff Enterprise – Das nächste Jahrhundert. Sie wurde in den Vereinigten Staaten über Syndication vermarktet und erstmals am 9. Januar 1989 auf verschiedenen Fernsehsendern ausgestrahlt. In Deutschland war sie zum ersten Mal am 18. Mai 1991 in einer synchronisierten Fassung im ZDF zu sehen.

## Handlung
Im Jahr 2365 bei Sternzeit 42477.2 fliegt die Enterprise ins Romatis-Sternensystem, um dort den Vermittler Riva abzuholen, der Friedensgespräche auf dem Planeten Solais V leiten soll. Erstaunt stellt die Mannschaft fest, dass Riva gehörlos ist und telepathisch mit drei Personen kommuniziert, die er seinen „Chor“ nennt und die seine Gedanken übermitteln. Der Chor drückt verschiedene Ausprägungen seiner Persönlichkeit aus. Er besteht aus einem Künstler und Gelehrten, einem Mann, der das Kriegerische und Leidenschaftliche verkörpert, sowie aus der Balance, die diese beiden Pole vereint.
Auf der Enterprise wird das weitere Vorgehen besprochen. Riva meint, die historischen Hintergründe des seit 1.500 Jahren tobenden Konflikts seien unwichtig. Entscheidend sei nur, was beide Seiten plötzlich dazu bewogen habe, den Frieden vorzuziehen. Riva ist zuversichtlich, das herauszufinden, und beendet die Besprechung vorzeitig, um sich mit Counselor Troi zum Abendessen zu treffen. Das Essen wird unterbrochen, als die Enterprise Solais V erreicht. Dort wurde eine vereinbarte Waffenruhe gebrochen, doch Riva gelingt es, sie zu erneuern. Er macht einen geeigneten Ort für die Friedensverhandlungen aus und beamt mit einem Außenteam dorthin, um Vorbereitungen zu treffen. Schließlich treffen Abgesandte der beiden verfeindeten Fraktionen mit ihren Assistenten ein. Plötzlich erklärt einer der Assistenten, dass er nichts von Frieden hält, und eröffnet das Feuer auf Riva. Der kann aus der Schusslinie gebracht werden, doch stattdessen werden alle Mitglieder von Rivas Chor getötet. Der Schütze wird sofort von seinem eigenen Vorgesetzten erschossen. Dieser erklärt, dass der Schütze eigenmächtig gehandelt hat und Verhandlungen nach wie vor gewünscht sind. Dennoch beamt das Außenteam mit Riva unverzüglich zurück zur Enterprise.
Riva wird durch diesen Vorfall in tiefe Selbstzweifel gestürzt und glaubt, er sei nicht mehr in der Lage, die Verhandlungen fortzusetzen. Ohne seinen Chor kann er sich nur noch mit einer Gebärdensprache verständigen, die aber niemand von der Schiffsmannschaft versteht. Captain Picard weist den zweiten Offizier, den Androiden Data, an, diese Sprache zu lernen, was diesem auch schnell gelingt. Data bietet sich als Ersatz für den Chor an, doch Riva lehnt das ab, denn Data kann nur Worte, nicht aber Emotionen vermitteln. Schließlich bietet Troi an, die Verhandlungen an Rivas Stelle zu leiten. Sie erbittet aber seine Hilfe, da ihr die nötige Erfahrung in Verhandlungen mit Kriegsparteien fehlt. Riva bringt ihr einige wichtige Prinzipien bei, unter anderem, einen Nachteil in einen Vorteil zu verwandeln. Dieser Punkt bringt ihn allerdings zum Nachdenken und er entscheidet sich schließlich, die Verhandlungen wieder selbst zu leiten. Er hat vor, den Abgesandten seine Zeichensprache beizubringen. Sie werden Zeit benötigen, bis sie sie beherrschen, und indem sie lernen, mit Riva zu reden, werden sie auch lernen, miteinander zu reden.

## Verbindungen zu anderen Star-Trek-Produktionen
Riva wird in Der stumme Vermittler als einer der wichtigsten Friedensstifter zwischen der Föderation und den Klingonen bezeichnet. Zum Produktionszeitpunkt dieser Folge war lediglich etabliert, dass die Klingonen, die in der Vorgängerserie Raumschiff Enterprise noch Feinde der Föderation waren, nun (rund hundert Jahre später) mit ihr verbündet sind. Erst in Folge 3.15 (Die alte Enterprise) aus dem Jahr 1990 wurde etabliert, dass die Allianz im Jahr 2344 zustande kam. Im Spielfilm Star Trek VI: Das unentdeckte Land von 1991 wurde schließlich gezeigt, dass der Friedensprozess zwischen den beiden Mächten bereits 2293 – 72 Jahre vor den Ereignissen von Der stumme Vermittler – begann.
Eine Szene aus Der stumme Vermittler wurde in der als Clipshow konzipierten Folge 2.22 (Kraft der Träume) von Raumschiff Enterprise – Das nächste Jahrhundert aus dem Jahr 1989 wiederverwendet.

## Produktion

### Drehbuch
Das Buch zu dieser Folge schrieb Jaqueline Zambrano. Sie hatte selbst eine Idee für einen gehörlosen Charakter und war sehr zufrieden, einen tauben Schauspieler für die Rolle zu erhalten. Die intensive Zusammenarbeit mit dem Darsteller Seago lässt eine genaue Zuordnung der detaillierten Ideen zu dieser Folge zwischen den beiden nicht zu.

### Regie
Für Larry Shaw war dies die einzige Regiearbeit im Star-Trek-Franchise.

### Darsteller
Howie Seago, Darsteller von Riva, ist selbst taub. Die Idee, Gehörlosigkeit in einer Folge von Raumschiff Enterprise – Das nächste Jahrhundert zu thematisieren, geht maßgeblich auf ihn und seine Frau, die ein großer Star-Trek-Fan war, zurück. Seago nahm auch Einfluss auf die Entwicklung des Drehbuchs, um sicherzustellen, dass seine Figur glaubwürdig dargestellt wird. Die Rolle hatte er bekommen, als er während des Autorenstreiks an Paramount herantrat. Die Produzenten ließen Seago seine Idee zunächst vortragen, ohne ihn sogleich zu engagieren. Erst nach einem halben Jahr erhielt er die Bestätigung. Sein Konzept wurde nur minimal geändert, weshalb Seago ausgesprochen zufrieden war.
Marnie Mosiman, Darstellerin eines Mitglieds von Rivas Chor, ist die Ehefrau von Q-Darsteller John de Lancie. Ihr gemeinsamer Sohn Keegan de Lancie hatte später einen Gastauftritt in der Serie Star Trek: Raumschiff Voyager.
Randy Oglesby, der hier noch unter dem Namen Thomas Oglesby auftrat, hatte als Mitglied von Rivas Chor seinen ersten Auftritt im Star-Trek-Franchise. Er spielte später noch mehrere Gastrollen in den Serien Star Trek: Deep Space Nine, Star Trek: Raumschiff Voyager und Star Trek: Enterprise. In Star Trek: Enterprise spielte er außerdem in zehn Folgen die Nebenfigur des Xindi Degra.
Richard Lavin, Darsteller eines Solari-Kriegers, hatte zuvor bereits einen Mediator in Folge 1.08 (Das Gesetz der Edo) von Raumschiff Enterprise – Das nächste Jahrhundert gespielt.

## Rezeption
Keith DeCandido bewertete Der stumme Vermittler 2011 auf tor.com als eine durchschnittliche Folge von Raumschiff Enterprise – Das nächste Jahrhundert, die einige interessante Ideen enthält, sich letztlich aber recht leer anfühlt.